# Živkovo
Živkovo (cyr. Живково) – wieś w Serbii, w okręgu jablanickim, w mieście Leskovac. W 2011 roku liczyła 620 mieszkańców.